# Аркатов, Михаил Кузьмич
Михаил Кузьмич Аркатов — советский хозяйственный и государственный деятель, Герой Социалистического Труда.

## Биография
Родился в 1936 году на территории современного Краснодарского края. Член КПСС.
В 1955—1964 — кузнец кузнечного цеха Сталинградского/Волгоградского тракторного завода.
В 1964—1999 — бригадир кузнецов-штамповщиков Волгоградского тракторного завода имени Ф. Э. Дзержинского производственного объединения «Волгоградский тракторный завод имени Ф. Э. Дзержинского» Министерства тракторного и сельскохозяйственного машиностроения СССР.
Указом Президиума Верховного Совета СССР от 10 марта 1981 года присвоено звание Героя Социалистического Труда с вручением ордена Ленина и золотой медали «Серп и Молот».
Делегат XXVI съезда КПСС.
Живёт в Волгограде.

## Награды и звания
- Герой Социалистического Труда (10.03.1981)
- Орден Ленина (15.03.1974, 10.03.1981)
- Орден Трудового Красного Знамени (05.04.1971)